# تومي بيج
تومي بيج (بالإنجليزية: Tommy Page) هو عازف بيانو ومغن مؤلف أمريكي، ولد في 24 مايو 1970 في جلان ريدج في الولايات المتحدة، وتوفي في 3 مارس 2017 في إيست سترودسبورغ في الولايات المتحدة.

## وصلات خارجية
- تومي بيج على موقع IMDb (الإنجليزية)
- تومي بيج على موقع روتن توميتوز (الإنجليزية)
- تومي بيج على موقع ميوزك برينز (الإنجليزية)
- تومي بيج على موقع أول ميوزيك (الإنجليزية)
- تومي بيج على موقع ديسكوغز (الإنجليزية)